# Festival Punto de Vista 2016
La X Edición del Festival Internacional de Cine de Documental de Navarra, más conocido como Festival Punto de Vista se celebró desde el lunes 8 hasta el domingo 14 de febrero de 2016 en las instalaciones del Palacio de Congresos y Auditorio de Navarra, en la ciudad de Pamplona.
Esta edición ha sido la más numerosa hasta el momento recibiendo un total de 8.115 asistentes a sus distintos actos. En palabras del director, Oskar Alegría: «Con el equipo y el tamaño del que disponemos, es el máximo que podemos ofrecer. Es bueno reconocer nuestros límites y saber moverse en ellos. (...) Ahora mismo, creo sinceramente que crecer más desvirtuaría la esencia del festival». Comentó también la satisfacción del equipo técnico por el techo alcanzado en cuanto a asistencia y cobertura mediática, la cual fue de 60 medios de comunicación distintos.

## Jurados

### Jurado de la Sección Oficial
- Antje Ehmann, filósofa, cineasta y escritora.
- Claire Simon, cineasta.
- Javier H. Estrada, proyector de cine y director de varias revistas culturales.
- Luis Ospina, cineasta y director del Festival Internacional de Cine de Cali (FICCALI)
- Maria Bonsanti, crítica, periodista y docente de cinematografía.

### Jurado Joven
Como ya se comenzó a hacer en la edición anterior del Festival, en esta edición hubo un jurado formado por miembros jóvenes de entre 18 y 28 años. Un total de jóvenes formaron el Jurado Joven-Gazte Epaimahai. Estos provenían de distintas provincias españolas.

## Películas

### Sección Oficial
(17 documentales a concurso: 9 largometrajes y 8 cortometrajes)
| Título                                   | Director                                 | Año  | País                                     | Tema principal |
| ---------------------------------------- | ---------------------------------------- | ---- | ---------------------------------------- | --- |
| Oleg y las raras artes                   | Andrés Duque                             | 2015 | España                                   | El talento personal Oleg Karavaychuk                                                                                            |
| Cantonese Rice                           | Mia Ma                                   | 2015 | Francia                                  | Identidad cultural |
| Las letras                               | Pablo Chavarría                          | 2015 | México                                   | La historia de Alberto Patishán                                                                                                 |
| Lampedusa in Winter                      | Jakob Brossmann                          | 2015 | Reino Unido                              | La crisis migratoria en Europa desde la vista de la isla italiana de Lampedusa                                                  |
| The Death of J.P. Cuenca                 | João Paulo Cuenca                        | 2015 | Brasil                                   | La muerte del usurpador de la identidad del escritor João Paulo Cuenca                                                          |
| Bella e perduta                          | Pietro Marcello                          | 2015 | Italia                                   | Una misión de Pulcinella para cumplir la última voluntad de un campesino que quiere salvar a su bufalo de la muerte.            |
| Casa Blanca                              | Aleksandra Maciuszek                     | 2015 | Polonia                                  | La vida de una madre anciana y su hijo con síndrome de down en un barrio a las afueras de La Habana                             |
| Olmo and the Seagull                     | Petra Costa y Lea Glob                   | 2015 | Dinamarca Brasil Portugal Francia Suecia | Conciliación familiar de una actriz de teatro                                                                                   |
| Writing on the City                      | Keywan Karimi                            | 2015 | Irán                                     | Recorrido por el uso histórico de la pintura política en Teherán.                                                               |
| If Mama Ain't Happy, Nobody's Happy      | Mea de Jong                              | 2015 | Países Bajos                             | Historia de una saga de mujeres que han vivido sus hombres y han ido sacando sus familias adelante                              |
| The Tree                                 | Roya Eshraghi                            | 2015 | Cuba Costa Rica                          | Poema sobre un árbol que crece en un quinto piso de un edificio en La Habana                                                    |
| Among Us                                 | Guido Hendriks                           | 2015 | Países Bajos                             | Documental que muestra la mentalidad de tres pedófilos que hablan sobre sus gustos, pero dejando claro su sistema de valores    |
| The Factory of the World                 | Minna Rainio y Mark Roberts              | 2015 | Finlandia                                | Documental sobre la deslocalización de empresas de Europa a la RP de China                                                      |
| Extremos                                 | Juan Manuel Ferraro y Federico Molentino | 2015 | Argentina                                | Choque cultural entre la industria y la cultura indígena en la Patagonia argentina.                                             |
| The Place                                | Julia Poplawska                          | 2015 | Polonia                                  | Una visión del lugar de trabajo más elevado del país                                                                            |
| The Meadow                               | Jela Hasler                              | 2015 | Suiza                                    | La calma tensa de Oriente Próximo desde la visión de un rebaño de vacas de los Altos del Golán.                                 |
| Where is the Jungle                      | Iván Castiñeiras                         | 2015 | Francia Portugal Brasil                  | Una historia sobre un antropólogo que no termina de entrar en la jungla y una familia indígena que no termina de salir de ella. |
| Cortometrajes sirios                     |                                          |      |                                          | |
| The silence of Nature                    | Bushra Al Masri                          | 2015 | Siria                                    | |
| The Girl, Whose Shadow Reflects the Moon | Walaa Al Alawi                           | 2015 | Siria                                    | |
| The Long Road                            | Rafif Al Fadel                           | 2015 | Siria                                    | |
| Barriers of Separation                   | Raghad Al Khatib                         | 2015 | Siria                                    | |
| Dreams Without Borders                   | Muna Al Hariri                           | 2015 | Siria                                    | |
| Another Kind of Girl                     | Khaldiya Jibawi                          | 2015 | Siria                                    | |
| Children                                 | Marah Al Hassan                          | 2015 | Siria                                    | |

### Heterodocsias
La sección Heterodocsias está pensada para sacar del olvido la obra de algún cineasta específico haciendo hincapié en su carrera y proyectando sus creaciones más icónicas.
En la edición de 2016, el cineasta homenajeado en esta sección fue el turolense José Antonio Maenza (1948-1979), de quien se proyectaron los largometrajes El lobby contra el cordero (1967), Orfeo filmando en el campo de batalla (1968) y Hortensia (1969).

## Palmarés

### Premios
- Gran Premio Punto de Vista: Oleg y las raras artes, de Andrés Duque.
- Mención Especial del Jurado: Writing on the City de Keywan Karimi.
- Premio Jean Vigo: Jakob Brossman, por Lampedusa in Winter.
- Premio al Mejor Cortometraje: The Meadow, de Jela Hasler.

### Premios Especiales
- Premio de la Juventud: Casa Blanca, de Aleksandra Maciuszek.
- Mención del Jurado Joven: Among Us, de Guido Hendriks.
- Premio Especial del Público: Casa Blanca, de Aleksandra Maciuszek.

#### Darkness Awards
- 1ª Posición: Children, de Marah Al Hassan.
- 2ª Posición: Another Kind of Girl, de Khaldiya Jubawi.
- 3ª Posición: The Girl, Whose Shadow Reflects The Moon, de Walaa Al Alawi.

#### Proyecto X Films
- Jurado: Mercedes Álvarez, Marie-Pierre Duhamel y Alfredo Sanzol.
- Ganador: Velasco Broca, por su proyecto Nuevo altar.

## Clausura
Para la gala de clausura, aparte de proyectar diversas películas programadas como Vita Brevis de Thierry Knauff, más algunos cortometrajes. Antes de la proyección del film de clausura, el pianista Iñar Sastre tocó el piano de Pablo Sarasate, que se guarda en el Hotel La Perla de Pamplona, el cual no había sido tocado desde 1908.
Tras ello se sucedió el film de clausura, en el que se proyectaban algunos cortometrajes mientras que entre uno y otro aparecían los galardonados con los diferentes premios, evitando así que hubiera un presentador formal y que cada galardonado se levantara en ese momento a recoger el premio.